# Malachovo
Malachovo (in lingua russa Малахово) è un centro abitato del Territorio dell'Altaj, situato nell'Alejskij rajon.